# Márcio Richardes
Márcio Richardes (sinh ngày 30 tháng 11 năm 1981) là một cầu thủ bóng đá người Brasil.

## Sự nghiệp câu lạc bộ
Márcio Richardes đã từng chơi cho Albirex Niigata và Urawa Reds.